# سامليو
سامليو (بالإنجليزية: Samulayo)‏ في أساطير فيجي، هو إله أو روح الحرب وتلك النفوس الميتة التي قضت في المعركة. إنه يسكن في العالم السفلي.